# 대동사문회
대동사문회(大東斯文會)는 일제강점기에 활동한 유교 단체이다.

## 배경
대동사문회의 결성 배경은 3·1 운동과 관련이 깊다. 신임 조선총독으로 사이토 마코토가 부임하여 3·1 운동의 여파를 진정시키기 위한 '조선민족운동에 대한 대책'을 세우면서 유교 계열의 친일화를 추진하기 위해 조직되었기 때문이다.

## 주요 인물
발기인 중 주요 인물은 조선총독부 중추원 부찬의 어윤적과 송지헌이다. 두 사람은 일본을 방문하여 동경사문회와 교류를 가진 뒤, 국내로 들어와 유교의 내선융화를 꾀하기 위한 전위 기구로 대동사문회를 결성했다. 발기인 중에는 일진회 간부였던 이범철과 홍긍섭을 비롯해 유학계의 거두 정만조, 중추원의 박이양, 박희양, 오재풍, 이건춘 등이 포함되어 있다. 본부는 서울에 두고 지방에도 조직을 구성했으며, 간부로 이사 30인을 임명했다.

## 창립과 활동
1919년 11월 16일에 발기하고 이듬해 초에 창립식을 거행했다. 명목상의 단체 목표는 '4천년 동안 숭배되어 온 공자교의 재흥, 도덕 부식, 유림 장려'이나, 각 부서의 사업은 조선총독부의 사업을 보좌하기 위한 사회교화와 연구사업 위주였다. 그밖에 강연회 개최와 도서 수집, 편찬, 선행 표창 등의 사업을 추진했다. 1920년에는 향교의 재산 환수를 사이토에게 청원한 일이 있다.
대동사문회 회원들은 중추원에 중용되어 총독부의 자문 역할을 했으며, 대동사문회 자체도 총독부의 후원과 보조로 운영되어 친일 단체로서의 면모가 뚜렷하다. 중일 전쟁 후에는 전시체제의 조성과 강화에도 적극적으로 참여했다. 최영년이 편집인 겸 발행인을 맡아 기관지 《대동사문회회보》를 발행하기도 했다.

## 참고자료
- 친일인명사전편찬위원회 (2004년 12월 27일). 《일제협력단체사전 - 국내 중앙편》. 서울: 민족문제연구소. 558-560쪽쪽. ISBN 8995330724.